# Nascente (Araripina)

Nascente é um distrito do município de Araripina, no estado de Pernambuco. Localiza-se a 38 quilômetros da sede, sendo o maior distrito do município, depois da sede, com uma população em torno de 5 mil habitantes. É o maior produtor de milho e mamona de toda a região do Araripe.

## História
O distrito de Nascente existe há mais 120 anos e foi elevado a condição de distrito em 1933 com a denominação de "Ôlho D'água". Ôlho D'água pertencia ao município de Ouricuri. Até que em 9 de dezembro de 1938 Ôlho D'água passou a pertencer a São Gonçalo. Desde ai, São Gonçalo passou a compor-se de três distritos, São Gonçalo (Sede), Morais e Ôlho D'água. Em 31 de dezembro de 1943 ocorreram várias mudanças políticas, São Gonçalo passou a denominar-se Araripina e Ôlho D'água a Nascente. Com o desenvolvimento politico e econômico de Araripina, o município passou a agregar vários outros distritos como: Lagoa do Barro, Rancharia e Gergelim.

## Desenvolvimento
Pelo fato de se localizar em uma região repleta de fontes de águas, Nascente cresceu muito com o decorrer dos tempos, atraindo novos moradores de todos os lugares,  principalmente nas épocas de seca. Atualmente, Nascente é o maior e mais populoso distrito de Araripina, contando com uma população de 11.000 habitantes, onde foi apresentando um Projeto de Lei de nº 94/2011 com a finalidade da criação do município de Nascente, desmembrado-o do Município de Araripina, mas a proposta foi arquivada em 30 de janeiro de 2015.

## Economia
A economia do distrito está centralizada na agricultura, pecuária e no comercio, além da chegada da ferrovia trans-nordestina que chegou garantindo emprego para toda a população, além de contar com 50 estabelecimentos comerciais.

## Cultura
- Festejos e Novenário Do Bom Jesus: Mês de Julho-Agosto.[3]

## Igrejas
- Igreja da Matriz do Bom Jesus[4]

## Ligações Externas
- Imagem de satélite